# Carlo Formenti (giornalista)
Carlo Formenti (Zurigo, 25 settembre 1947) è un giornalista e scrittore italiano.

## Biografia
Laureato in Scienze Politiche a Padova, di formazione marxista, negli anni 1970 milita nel Gruppo Gramsci, nato dalla disgregazione del Pcd'I. Dal 1970 al 1974 lavora come operatore sindacale della Federazione dei Lavoratori Metalmeccanici come responsabile provinciale per gli impiegati e i tecnici. Dopo lo scioglimento del Gruppo Gramsci, partecipa alla fase iniziale dell'esperienza dell'Autonomia Operaia ma nella seconda metà degli anni settanta se ne allontana progressivamente.
Dal 1980 al 1989 è caporedattore del mensile culturale Alfabeta. Lavora poi nella redazione culturale de L'Europeo, e in quella del Corriere della Sera. Nel 1980 pubblica per Feltrinelli La fine del valore d'uso, dedicato alle trasformazioni dell'organizzazione del lavoro indotte dalle tecnologie. Nel 1991 pubblica Piccole apocalissi (Raffaello Cortina Editore). Con il volume Incantati dalla Rete (Raffaello Cortina Editore, 2000), inizia a sistematizzare la sua analisi sulle dinamiche di rete. Nel saggio successivo Mercanti di futuro. Utopia e crisi della Net Economy (Einaudi, 2002) affronta la new economy, la libertà della rete e i rapporti col capitalismo. A chiudere la trilogia sulle mutazioni economiche e antropologiche portate dalla diffusione di Internet, scrive Cybersoviet. Utopie postdemocratiche e nuovi media (Raffaello Cortina Editore, 2008).
Nel libro sostiene che nessuna tecnologia possa avere uno sbocco sociale predeterminato, in quanto strumento a disposizione dell'uomo: tuttavia, le radici di Internet si collocano in una società americana, pur con dei valori morali forti, ma altrettanto fortemente individualista e poco orientata allo spirito comunitario. A questa tendenza storica si aggiungono i più recenti fenomeni di commercializzazione della Rete, e il rapporto talora contrastante di libertà-sicurezza.
Con il libro Felici e sfruttati. Capitalismo digitale ed eclissi del lavoro (Egea, 2011) affronta il tema del lavoro cognitivo e del suo sfruttamento. La seconda parte del libro termina con un'analisi post-marxista sul tema del plusvalore nella società digitale.
Nel 2002 è professore a contratto di Teoria e tecnica dei nuovi media presso l'Università di Lecce. Dal 2006 è ricercatore e professore aggregato presso la stessa facoltà.
Nel maggio 2020 si iscrive al Partito Comunista, prima volta che prenderà la tessera di un partito.

## Opere

### Saggistica
- La fine del valore d'uso, Feltrinelli, 1980.
- Prometeo e Hermes. Colpa e origine nell'immaginario moderno, Liguori, 1987. ISBN 88-207-1530-9.
- Immagini del vuoto. Conoscenza e valori nella gnosi e nelle scienze della complessità, Liguori, 1989. ISBN 88-207-1853-7.
- Guerra virtuale e guerra reale. Riflessioni sul conflitto del Golfo, con Mario Perniola, Jean Baudrillard, Mimesis, 1991
- Piccole apocalissi. Tracce della divinità nell'ateismo contemporaneo, Cortina, 1991. ISBN 88-7078-178-X.
- Nove angeli neri, Il Saggiatore, 1996. ISBN 88-428-0324-3.
- Incantati dalla rete. Immaginari, utopie e conflitti nell'epoca di Internet, Cortina, 2000. ISBN 88-7078-625-0.
- Mercanti di futuro. Utopia e crisi della Net Economy, Einaudi, 2002. ISBN 88-06-16102-4.
- Not economy. Economia digitale e paradossi della proprietà intellettuale, ETAS, 2003. ISBN 88-453-1232-1.
- Cybersoviet. Utopie postdemocratiche e nuovi media, Cortina, 2008. ISBN 978-88-6030-165-9.
- Se questa è democrazia. Problemi e paradossi della politica on line, Manni, 2009. ISBN 978-88-6266-108-9.
- L' eclissi. Dialogo precario sulla crisi della civiltà capitalistica, con Franco Berardi, Manni, 2011
- Felici e sfruttati. Capitalismo digitale ed eclissi del lavoro, EGEA, 2011. ISBN 978-88-238-3291-6.
- Utopie letali. Capitalismo senza democrazia, Milano, Jaka Book, 2013. ISBN 978-88-16-41239-2.
- Magia bianca magia nera. Ecuador: la guerra fra culture come guerra di classe, Milano, Jaka Book, 2014.
- Rosso di sera, con Fausto Bertinotti, Milano, Jaka Book, 2015.
- La variante populista. Lotta di classe nel neoliberismo, DeriveApprodi, 2016.
- Oligarchi e plebei. Diario di un conflitto globale, Mimesis, 2018
- Il socialismo è morto. Viva il socialismo! Dalla disfatta della sinistra al momento populista, Meltemi, 2019
- Il capitale vede rosso, Meltemi, 2020, ISBN 8855193023.

### Narrativa
- Nell'anno della signora, Shake edizioni, 1998. ISBN 88-86926-61-8.

### Curatele
- Aut Aut n. 347: Web 2.0. Un nuovo racconto e i suoi dispositivi, Il Saggiatore, 2010. ISBN 978-88-428-1634-8.
- Mario Tronti: Abecedario, DeriveApprodi, 2016